# Reidun Brusletten
Reidun Brusletten (* 29. November 1936 in Oslo) ist eine norwegische Politikerin der Kristelig Folkeparti, die zwischen 1983 und 1986 Entwicklungshilfeministerin in der Regierung von Ministerpräsident Kåre Willoch war.

## Leben

### Lehrerin, Kommunal- und Provinzpolitikerin
Reidun Brusletten, Tochter des Fabrikbesitzers Olav Kjellesvik und dessen Ehefrau Anna Bakkerud, begann nach dem Schulbesuch 1956 ein Lehramtsstudium an der Öffentlichen Lehrerschule in Oslo (Oslo Offentlige Lærerskole), das sie 1959 abschloss. Im Anschluss war sie zunächst zwischen 1959 und 1964 als Lehrerin an der Grundschule in Nesodden sowie nach dem Besuch der Staatlichen Fachlehrerschule (Statens Spesiallærerskole) von 1965 bis 1978 als Lehrerin an der Grundschule in Nes tätig. Daneben war sie von 1970 bis 1971 Aufsichtslehrerin für Hilfsunterricht sowie zwischen 1971 und 1977 Fachschaftsleiterin für Sonderpädagogik in der Gemeinde Nes. Im Anschluss war sie von 1978 bis 1999 Unterrichtsinspektorin an der Grundschule Nes.
Mitte der 1970er Jahre begann Reidun Brusletten ihr politisches Engagement in der Kommunalpolitik als Mitglied des Gemeinderates von Nes, dem sie zwischen 1975 und 1979 angehörte. Danach war sie zwischen 1979 und 1983 erstmals Mitglied des Provinzausschusses (Fylkesutvalg) des Fylke Buskerud sowie zugleich von 1981 bis 1983 erstmals Vorsitzende der Kristelig Folkeparti von Nes.

### Vize-Mitglied des Storting und Ministerin
Sie wurde bei der Wahl vom 12. September 1977 als Kandidatin der Kristelig Folkeparti im Fylke Buskerud zum Vararepresentant des Storting gewählt und übte diese Funktion bis zur Wahl 1981 aus.
Im Rahmen einer Kabinettsumbildung wurde Reidun Brusletten von Ministerpräsident Kåre Willoch am 17. Juni 1983 zunächst Beratende Ministerin für Entwicklungshilfe ohne eigenes Ministerium. Nach der Einrichtung des Ministeriums fungierte sie vom 1. Januar 1984 bis zum Ende von Willochs Amtszeit am 9. Mai 1986 als Entwicklungshilfeministerin (Minister for Utviklingshjelp) in dessen Regierung.
Nach dem Ausscheiden aus der Regierung wurde sie 1986 erst Mitglied des Provinzparlaments (Fylkesting) und danach zwischen 1987 und 1991 erneut Mitglied des Provinzausschusses des Fylke Buskerud sowie anschließend von 1991 bis 1995 Vorsitzende des Kulturausschusses von Nes. Daneben war sie von 1986 bis 1991 erneut Vorsitzende der Kristelig Folkeparti von Nes und zwischen 1987 und 1991 Vorstandsvorsitzende der Soltun-Volkshochschule (Soltun Folkehøgskole).

### Sonstiges Engagement
Daneben engagierte sich Reidun Brusletten über viele Jahre in Kirchen-, Sozial- und Chorprojekten. Sie war zehn Jahre lang zwischen 1967 und 1977 Vorsitzende des Lehrerinnen-Missionsbundes in Nes sowie später zwischen 1975 und 1999 Vorsitzende der Abstinenzbewegung (Det Norske Totalavholdsselskap) in Nes.
1991 wurde sie Mitglied des Gemeindepräsidiums von Nes und gehörte diesem bis 1999 an. 1993 war sie teilzeitbeschäftigte Leiterin der Eik-Lehrerhochschule (Eik Lærehøgskole) und schloss 1994 ein Studium der Philosophie an der Universität Oslo ab. Später fungierte sie von 1995 bis 1998 als Vorsitzende des Kontrollausschusses der Pfingstbewegung (Stiftelsen Pinsevennenes Evangeliesenter) und zwischen 1999 und 2003 als Vize-Vorsitzende des Gesundheits- und Sozialausschusses von Nes. Seit 1999 ist sie Vorsitzende des Ältestenrates der Pfingstbewegung in Nes.